# Страсти (Бах)

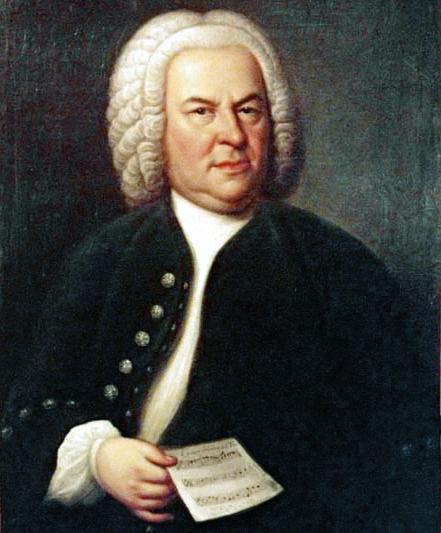
Иоганн Себастьян Бах

«Страсти» (нем. Die Passion) — цикл монументальных произведений Баха, где разыгрываемый в лицах евангельский рассказ перемежается ариями da capo на специально сочинённые поэтические тексты, хорами и хоралами. До нашего времени дошли «Страсти по Иоанну» (BWV 245) и «Страсти по Матфею» (BWV 244b и BWV 244), а также текст «Страстей по Луке». Считавшиеся утерянными «Страсти по Марку» (BWV 247) были реконструированы в XX веке.
При жизни «Страсти» неоднократно исполнялись Бахом в нескольких редакциях. После смерти Баха этот цикл был забыт, пока в 1829 году Мендельсон триумфально не возродил его исполнение. Сегодня «Страсти» Баха считаются высшим проявлением музыкального жанра страстей.

## Жанр «страстей»
Страсти (пассион, от лат. passio — «страдание»). К IV веку в церковной литургии появилась традиция читать повествования на евангельский сюжет страстей по Матфею (MP) в Пальмовое (Вербное) воскресенье и страстей по Луке (LP) в среду Страстной недели. В IX веке к ним прибавилось исполнение страстей по Марку (MaP) в Страстной четверг и страстей по Иоанну (JP) в Страстную пятницу
. С XVI века, следуя рекомендации Лютера, Страсти могли также исполняться, вместо дней Страстной недели, в предшествующие воскресенья Великого поста.
Рассказ о последних днях земной жизни Иисуса у евангелистов: Матфей (Мф. 26, 27), Марк (Мк. 14, 15), Лука (Лк. 22, 23) и Иоанн (Ин. 18, 19) почти совпадает и состоит из следующих частей:
1. Пророчество Иисуса о распятии
2. Предательство Иуды
3. Тайная вечеря
4. Моление о чаше
5. Поцелуй Иуды
6. Отречение Петра
7. Суд Пилата
8. Крестный путь
9. Распятие Христово

Главная роль в исполнении «Страстей» принадлежит евангелисту. Он ведёт повествование прозой, от лица очевидца. Для исполнения этих страстей использовались мелодичные формы речитации, т. н. страстны́е тоны. Для музыкальной речи евангелиста в католической традиции использовали формулу григорианского хорала, в протестантской— родную речь и национальные мотивы.
До XIII века «Страсти» исполнялись одним певцом. С XIV века роли при исполнении «Страстей» стали распределяться между клириками, рассказ Евангелиста поручался тенору, Иисуса — басу (Бах в своих «Страстях» следует этому канону). В то же время получили распространения внецерковные инсценировки «Страстей», исполняемые прихожанами и народными музыкантами.
В XV веке появились версии «Страстей», где слова некоторых персонажей исполнялись полифонически — голосами сразу нескольких исполнителей. К середине XV века в Англии на основе такой техники исполнения возникли т. н. «драматические» (хоральные, респонсорные) «Страсти», где сольная речитация евангелиста чередуется с полифоническими партиями Христа и толпы. Позже, в развитие «драматических» «Страстей», продолжая использовать многоголосое произнесение слов некоторыми персонажами, появились новые многочисленным музыкальные версии драматических «Страстей» на латинском и немецком языках. Иоганн Махольд в 1593 году в «Страстях по Матфею» впервые ввёл в «Страсти» строфы лютеранского хорала.
Высшего выражения драматическая версия страстей получила в произведениях немецкого композитора Генриха Шютца: «Страсти по Иоанну» (1665 год), «Страсти по Матфею» (1666 год) и «Страсти по Луке» (около 1666 года). В XVI веке возникла ещё одна форма страстей, мотетная, где весь текст, включая слова Христа, исполняется хором, усиливая влияние музыки в передаче художественных эмоций.
Мотетная форма «Страстей» также писалась на латинском и немецком языках.
Однако со временем драматическая форма, как более выразительная, становится доминирующей. В исполнении участвовали только мужские голоса: Mulier taceat in ecclesia («Женщина в церкви да молчит»).
В XVI веке сподвижник Лютера Иоганнес Вальтер приспособил драматические «Страсти» к протестантскому обиходу, что стало образцом для других композиторов.
В конце XVI века появился новый «ораториальный» тип «Страстей», где драматическая форма была усилена музыкальным началом, привнесённым мотетными страстями. При исполнении страстей начинают использоваться не только орган, но и другие инструменты, а сохранённый из драматической формы речитатив евангельского текста чередуется мадригальными (на естественном для прихожан языке) стихами.
Постепенно оркестр начинает играть равную с певцами роль, а для передачи драматической экспрессии в «Страсти» вводятся оперные средства выразительности.
В «Страстях» Райнхарда Кайзера впервые вместо библейского использовался текст на стихи Кристиана Фридриха Хунольда.
Написанный в 1712 году текст «Страстей» Бартольда Генриха Брокеса стал каноническим и был положен на музыку Кайзером, Генделем и Телеманом, Маттезоном.
Ораториальный тип «Страстей» получил высшее выражение в «Страстях по Иоанну» (1724 год) и «Страстях по Матфею» (1727 год) И. С. Баха, сочетающих разыгрываемый в лицах евангельский рассказ и библейский текст, арии на сочинённые поэтические тексты и хоровые сцены.
Дальнейшее развитие жанра привело в середине XVIII века к замещению сакральной евангельской истории оперной драмой. Наиболее известные произведения, такие как «Смерть Иисуса» Карла Генриха Грауна, исполняются уже не в церкви, а в концертных условиях. Баховские пассионы оказываются забыты до 11 марта 1829 года, когда Феликс Мендельсон представит «Страсти по Матфею» в зале берлинской Певческой капеллы.
В XIX веке крупные композиторы не используют жанр собственно «Страстей», однако Бетховен, Луи Шпор, Лист и другие создают страстные оратории.
В XX веке композиторы возвращаются к жанру «Страстей», значительные лютеранские образцы создают Хуго Дистлер, Эрнст Пеппинг, Эберхард Венцель, католические — Кшиштоф Пендерецкий и Арво Пярт.
В августе—сентябре 2000 года в Штутгарте в рамках празднования 250-летия Иоганна Себастиана Баха были исполнены «Страсти» по четырём каноническим евангелиям, написанные на четырёх разных языках и в четырёх разных стилях: на английские тексты «Водяные Страсти по Матфею» для сопрано, баритона, хора, инструменталистов и электроники Тан Дуна, на испанские тексты «Страсти по Марку» для латиноамериканских певца и певицы, сопрано, двух афро-латиноамериканских танцовщиков, хора и инструментов (включая экзотические) Освальдо Голихова, на немецкие тексты «Страсти по Луке» для сопрано, меццо-сопрано, контральто, тенора, баритона, хора и оркестра Вольфганга Рима и на русские и церковнославянские тексты «Страсти по Иоанну» для сопрано, тенора, баритона, баса, двух хоров, оркестра и органа Софьи Губайдулиной.
В 2007 году митрополитом Иларионом были написаны первые страсти для православного обихода, «Страсти по Матфею»
.

## Создание «Страстей»
В некрологе, опубликованном в «Музыкальной библиотеке» Лоренца Мицлера, со ссылкой на сына Баха, Карла Филиппа Эммануила, и ученика, Иоганна Фридриха Агриколу, указано пять «Страстей» авторства Иоганна Себастьяна Баха. То же количество «Страстей» сообщает первый биограф Баха Форкель. Однако до нашего времени в полном виде дошли две: «Страсти по Иоанну» и «Страсти по Матфею». «Страсти по Марку» дошли только в виде текста. Сохранившиеся три работы представляют ораториальный тип «Страстей», где сохранённый в сольных партиях для евангелиста, Иисуса, Пилата и других, а также для хоров учеников, первосвященников, толпы, библейский текст прерывается фрагментами с небиблейскими текстами: ариями на сочинённые либреттистом стихи и хоралами на лютеранские богослужебные тексты.
Возможно, что для исполнения в 1713 году Бах видоизменил и добавил некоторые части к «Страстям по Марку» Райнхарда Кайзера. Карл Людвиг Хильгенфельдт, автор не слишком основательной биографии Баха, упоминает о «Страстях» Баха, написанных в 1717 году, однако не сообщает какие-либо подробности об этом произведении. Возможно, некоторые части этих «Страстей» вошли во вторую версию «Страстей по Иоанну» (1725 год). По стилистическим причинам считается принадлежащим Баху ариозо «So heb ich denn mein Auge sehnlich auf», исполненное им в составе пастиччо «Страстей» Грауна-Телемана-Баха-Кунау-Алтникола.

### Страсти по Иоанну

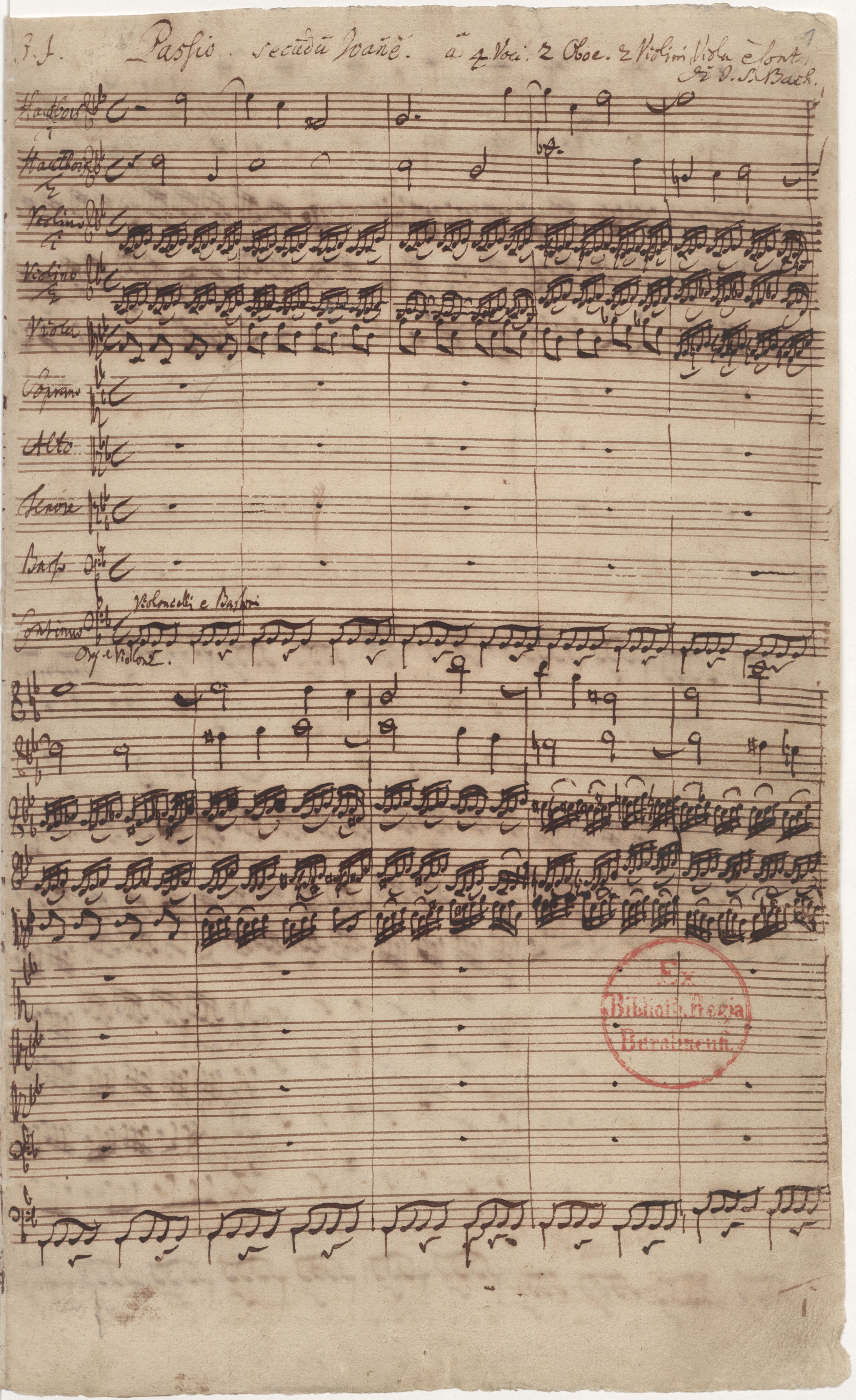
Первая страница «Страстей по Иоанну»

Неканоническая (то есть отклоняющаяся от собственно евангельского текста) часть текста «Страстей по Иоанну» представляет популярные стихи Брокеса, а также тексты Кристиана Генриха Постеля и Христиана Вейзе. Также «Страсти по Иоанну» содержат два эпизода из библейского Евангелия от Матфея: отречение Петра в конце речитатива «Da hub er an, sich zu verfluchen und zu schwören» (Мф. 26:74, 75) и речитатив «Und siehe da, der Vorhang im Tempel zerriss in zwei Stück» (Мф. 27:51, 52 «И вот, завеса в храме раздралась надвое»).
Существует 4 редакции «Страстей по Иоанну» Баха. Для второго исполнения «Страстей по Иоанну» в 1725 году Бах переработал произведение, исключив некоторые фрагменты и вставив полифонические фрагменты, основанные на cantus firmus (простой напев), тем самым приблизив произведение к типу хоральной кантаты. При втором исполнении вступлением служил хор «О Mensch, bewein' dein Sünde groß», впоследствии перенесённый Бахом в «Страсти по Матфею». В версию были добавлены три арии: «Himmel reiße, Welt erbebe!», «Zerschmettert mich, ihr Felsen und ihr Hügel» и «Ach windet euch nicht so». Первоначальный заключительный хорал в версии 1725 года был заменен на «Christe, du Lamm Gottes», впоследствии перенесённый в кантату «Du wahrer Gott und Davids Sohn». В третьей версии (ок. 1730 года) опущены хоральные вариации, перенесённые в страсти по «Матфею», добавлены ария и «симфония»(версия утеряна). Четвёртая версия (1749 год) была близка к первоначальному варианту, за исключением некоторых изменений в тексте. В этой версии Бах также увеличил исполнительский состав, добавил большой фагот(bassono grosso).

#### Различные версии «Страстей по Иоанну»[49]
| Фрагмент        | Версия 1724 года                              | Версия 1725 года                                                     | Версия 1730 года                                                   | Версия 1749 года         |
| --------------- | --------------------------------------------- | -------------------------------------------------------------------- | ------------------------------------------------------------------ | ------------------------ |
| 1. Хор          | возможно без поперечной флейты                | заменено на 1II «O Mensch, bewein dein Sünde groß» в D major         | как в редакции 1724 года                                           | как в редакции 1724 года |
| 11+. Ария и Хор | отсутствует в версии                          | часть 11+ «Himmel reiße, Welt erbebe» вставлена после части 11       | отсутствует в версии                                               | отсутствует в версии     |
| 12c. Речитатив  | 16 тактов                                     | как в редакции 1724 года                                             | 9 тактов без цитат из Мф., каданс в B minor                        | как в редакции 1724 года |
| 13. Ария        |                                               | заменено на арию 13II «Zerschmettert mich, ihr Felsen und ihr Hügel» | заменено на несохранившуюся арию                                   | как в редакции 1724 года |
| 14. Хорал       | A major                                       | A major                                                              | G major                                                            | как в редакции 1724 года |
| 19. Ариозо      |                                               | заменено на арию 19II «Ach windet euch nicht so»                     | как в редакции 1724 года                                           | как в редакции 1724 года |
| 20. Ария        |                                               | отсутствует                                                          | как в редакции 1724 года                                           | как в редакции 1724 года |
| 33. Речитатив   | только три такта, содержал фрагмент Мк. 15:38 | семь тактов, содержал фрагмент Мф. 27:51, 52.                        | заменен на несохранившуюся часть «Symphonia» (вместо частей 33-35) | как в версии 1725 года   |
| 34. Ариозо      |                                               | как в редакции 1724 года                                             | отсутствует                                                        | как в редакции 1724 года |
| 35. Ария        | возможно без поперечной флейты                | как в редакции 1724 года                                             | отсутствует                                                        | как в редакции 1724 года |
| 40. Хорал       |                                               | заменено на хорал 40II «Christe, du Lamm Gottes»                     | отсутствует, версия заканчивалась хором 39                         | как в редакции 1724 года |

#### Структура Страстей по Иоанну
| Номер | Состав    | Немецкое название                               | Русское название                         | Исполнители                                  | Автор текста | Автор музыки               |
| ----- | --------- | ----------------------------------------------- | ---------------------------------------- | -------------------------------------------- | --- | -------------------------- |
| 1     | Хор       | Herr, unser Herrscher, dessen Ruhm              | Господи, Господь наш! Твоя слава         | Хор                                          | Парафраз на стихов 2 и 10 псалма 8 |                            |
| 2a    | Речитатив | Jesus ging mit seinen Jüngern                   | Иисус вышел с учениками Своими           | Евангелист, Иисус                            | Ин. 18:1—5 |                            |
| 2b    | Хор       | Jesum von Nazareth                              | Иисуса Назорея                           | Хор                                          | Ин.18:5 |                            |
| 2c    | Речитатив | Jesus spricht zu ihnen                          | Иисус говорит им                         | Ин. 18:6, 7                                  | |                            |
| 2d    | Хор       | Jesum von Nazareth                              | Иисуса Назорея                           | Хор                                          | Ин. 18:7 |                            |
| 2e    | Речитатив | Jesus antwortete                                | Иисус отвечал                            | Евангелист, Иисус                            | Ин. 18:8 |                            |
| 3     | Хорал     | O große Lieb, o Lieb ohn alle Maße              | О великая, безмерная любовь              | Хор                                          | Иоганнес Херман | Иоганн Крюгер              |
| 4     | Речитатив | Auf dass das Wort erfüllet würde                | Да сбудется слово, реченное Им:          | Евангелист, Иисус                            | Ин. 18:9—11 |                            |
| 5     | Хорал     | Dein Will gescheh, Herr Gott, zugleich          | Да будет Твоя воля, Господи и Боже       | Хор                                          | Лютер | Анонимный автор 16-го века |
| 6     | Речитатив | Die Schar aber und der Oberhauptmann            | Тогда воины и тысяченачальник            | Евангелист                                   | Ин. 18:12—14 |                            |
| 7     | Ария      | Von den Stricken meiner Sünden                  | Чтоб разрешить меня                      | Альт                                         | За образец взят вступительный хор «Страстей» Брокеса |                            |
| 8     | Речитатив | Simon Petrus aber folgete Jesu nach             | За Иисусом следовали Симон Петр          | Евангелист                                   | Ин. 18:15 |                            |
| 9     | Ария      | Ich folge dir gleichfalls                       | И я шагами бодрыми последую Тебе         | Сопрано                                      | Автор неизвестен |                            |
| 10    | Речитатив | Derselbige Jünger war dem Hohenpriester bekannt | Ученик же сей был знаком                 | Евангелист, Иисус, Петр, Служитель, Служанка | Ин. 18:15—23 |                            |
| 11    | Хорал     | Wer hat dich so geschlagen                      | Кто смеет бить Тебя                      | Хор                                          | Пауль Герхардт | Генрих Исаак               |
| 12a   | Речитатив | Und Hannas sandte ihn gebunden                  | Анна послал Его связанного               | Евангелист                                   | Ин. 18:24, 25 |                            |
| 12b   | Хор       | Bist du nicht seiner Jünger einer?              | Не из учеников ли Его и ты?              | Хор                                          | Ин. 18:25 |                            |
| 12c   | Речитатив | Er leugnete aber                                | Он отрекся                               | Евангелист, Петр, Служитель                  | Ин. 18:25—27, Мф. 26:75 |                            |
| 13    | Ария      | Ach, mein Sinn                                  | Душа моя                                 | Тенор                                        | За образец взято стихотворение Кристиана Вейзе (Christian Weise) «Der wienende Petrus» из оратории «Der Grunen Jugend Nothwendige Gedanken» (Лейпциг, 1675) |                            |
| 14    | Хорал     | Petrus, der nicht denkt zurück                  | Петр, забывший Божье слово               | Хор                                          | Лютер | Мельхиор Вульпиус          |
| 15    | Хорал     | Christus, der uns selig macht                   | Христос, блаженство даровавший нам       | Хор                                          | Микаэль Вайсе | Вайсе-Кальвизий            |
| 16a   | Речитатив | Da führeten sie Jesum                           | От Каиафы повели Иисуса в преторию       | Евангелист, Пилат                            | Ин. 18:28—30 |                            |
| 16b   | Хор       | Wäre dieser nicht ein Übeltäter                 | Если бы Он не был злодей                 | Хор                                          | Ин. 18:30 |                            |
| 16c   | Речитатив | Da sprach Pilatus zu ihnen                      | Пилат сказал им                          | Евангелист, Пилат                            | Ин. 18:31 |                            |
| 16d   | Хор       | Wir dürfen niemand töten                        | Нам не позволено предавать смерти никого | Хор                                          | Ин. 18:31 |                            |
| 16e   | Речитатив | Auf dass erfüllet würde                         | Да сбудется слово                        | Евангелист, Пилат, Иисус                     | Ин. 18:31—36 |                            |
| 17    | Хорал     | Ach großer König, groß zu allen Zeiten          | Ах, Царь, Которого величье вечно!        | Хор                                          | Иоганнес Херман | Иоганн Крюгер              |
| 18a   | Речитатив | Da sprach Pilatus zu ihm                        | Пилат сказал Ему                         | Евангелист, Пилат, Иисус                     | Ин. 18:37—40 |                            |
| 18b   | Хор       | Nicht diesen, sondern Barrabam!                 | Не Его, но Варавву                       | Хор                                          | Ин. 18:40 |                            |
| 18c   | Речитатив | Barrabas aber war ein Mörder                    | Варавва же был разбойник                 | Евангелист                                   | Ин. 18:40 — 19:1 |                            |
| 19    | Ариозо    | Betrachte, meine Seel                           | Вонми, душа моя                          | Бас                                          | За образец взята часть, добавленная Брокесом к его «Страстям» в 1713 году                                                                                   |                            |
| 20    | Ария      | Erwäge, wie sein blutgefärbter Rücken           | Помысли, что Его окровавленное           | Тенор                                        | За образец взята часть, добавленная Брокесом к его «Страстям» в 1713 году                                                                                   |                            |
| 21a   | Речитатив | Und die Kriegsknechte flochten                  | И воины, сплетши венец из терна          | Евангелист                                   | Ин. 19:2, 3 |                            |
| 21b   | Хор       | Sei gegrüßet, lieber Jüdenkönig!                | Радуйся, Царь Иудейский!                 | Хор                                          | Ин. 19:3 |                            |
| 21c   | Речитатив | Und gaben ihm Backenstreiche                    | И били Его по ланитам                    | Евангелист, Пилат                            | Ин. 19:3—6 |                            |
| 21d   | Хор       | Kreuzige, kreuzige!                             | Распни, распни Его!                      | Хор                                          | Ин. 19:6 |                            |
| 21e   | Речитатив | Pilatus sprach zu ihnen                         | Пилат говорит им                         | Евангелист, Пилат                            | Ин. 19:6, 7 |                            |
| 21f   | Хор       | Wir haben ein Gesetz                            | Мы имеем закон                           | Хор                                          | Ин. 19:7 |                            |
| 21g   | Речитатив | Da Pilatus das Wort hörete                      | Пилат, услышав это слово                 | Евангелист, Пилат, Иисус                     | Ин. 19:8—12 |                            |
| 22    | Хорал     | Durch dein Gefängnis, Gottes Sohn               | О Сыне Божий!                            | Хор                                          | Анонимный автор, возможно Кристиан Постель | Иоганн Герман Шайн         |
| 23a   | Речитатив | Die Jüden aber schrieen und sprachen            | Иудеи же кричали                         | Евангелист                                   | Ин. 19:12 |                            |
| 23b   | Хор       | Lässest du diesen los                           | Если отпустишь Его                       | Хор                                          | Ин. 19:12 |                            |
| 23c   | Речитатив | Da Pilatus das Wort hörete                      | Пилат, услышав это слово                 | Евангелист, Пилат                            | Ин. 19:13—15 |                            |
| 23d   | Хор       | Weg, weg mit dem, kreuzige ihn!                 | Возьми, возьми, распни Его!              | Хор                                          | Ин. 19:15 |                            |
| 23e   | Речитатив | Spricht Pilatus zu ihnen                        | Пилат говорит им                         | Евангелист, Пилат                            | Ин. 19:15 |                            |
| 23f   | Хор       | Wir haben keinen König denn den Kaiser          | Нет у нас царя, кроме кесаря             | Хор                                          | Ин. 19:15 |                            |
| 23g   | Речитатив | Da überantwortete er ihn                        | Тогда наконец он предал Его              | Евангелист                                   | Ин. 19:16, 17 |                            |
| 24    | Ария, Хор | Eilt, ihr angefochtnen Seelen                   | Спешите, о смятенные сердца              | Хор, Бас                                     | За образец взята часть, ария «Tocher Zion» (Дочь Сиона) «Страстей» Брокеса                                                                                  |                            |
| 25a   | Речитатив | Allda kreuzigten sie ihn                        | Там распяли Его                          | Евангелист                                   | Ин. 19:18—21 |                            |
| 25b   | Хор       | Schreibe nicht: der Jüden König                 | Не пиши: Царь Иудейский                  | Хор                                          | Ин. 19:21 |                            |
| 25c   | Речитатив | Pilatus antwortet                               | Пилат отвечал                            | Евангелист, Пилат                            | Ин. 19:22 |                            |
| 26    | Хорал     | In meines Herzens Grunde                        | В глубинах сердца моего                  | Хор                                          | Валериус Гербергер | Мельхиор Тешнер            |
| 27a   | Речитатив | Die Kriegsknechte aber                          | Воины же                                 | Евангелист                                   | Ин. 19:23, 24 |                            |
| 27b   | Хор       | Lasset uns den nicht zerteilen                  | Не станем раздирать его                  | Хор                                          | Ин. 19:24 |                            |
| 27c   | Речитатив | Auf dass erfüllet würde die Schrift             | Да сбудется реченное в Писании           | Евангелист, Иисус                            | Ин. 19:24—27 |                            |
| 28    | Хорал     | Er nahm alles wohl in acht                      | Всех сострадательно жалел                | Хор                                          | Пауль Стокман | Мельхиор Вульпиус          |
| 29    | Речитатив | Und von Stund an nahm sie der Jünger            | И с этого времени ученик сей             | Евангелист, Иисус                            | Ин. 19:27—30 |                            |
| 30    | Ария      | Es ist vollbracht!                              | Свершилось!                              | Альт                                         | Точное авторство неизвестно. Возможно парафраз на арию «Страстей по Иоанну» Постеля                                                                         |                            |
| 31    | Речитатив | Und neigte das Haupt und verschied              | И, преклонив главу, предал дух           | Евангелист                                   | Ин. 19:30 |                            |
| 32    | Ария, Хор | Mein teurer Heiland, lass dich fragen           | Дозволь, возлюбленный Спаситель          | Хор, Бас                                     | Пауль Стокман (частично), «Страсти» Брокеса (частично) | Мельхиор Вульпиус          |
| 33    | Речитатив | Und siehe da, der Vorhang im Tempel zerriss     | И вот, завеса в храме раздралась надвое  | Евангелист                                   | Мк. 15:38 или Мф. 27:51, Мф. 27:52 |                            |
| 34    | Ариозо    | Mein Herz, in dem die ganze Welt                | Душа моя, внимай                         | Тенор                                        | За образец взята часть арии «Gläubige Seele» «Страстей» Брокеса                                                                                             |                            |
| 35    | Ария      | Zerfließe, mein Herze, in Fluten der Zähren     | Излей, о моё сердце, слёз потоки         | Сопрано                                      | За образец взята часть арии «Gläubige Seele» «Страстей» Брокеса                                                                                             |                            |
| 36    | Речитатив | Die Jüden aber, dieweil es der Rüsttag war      | Но так как тогда была пятница            | Евангелист                                   | Ин. 19:31—37 |                            |
| 37    | Хорал     | O hilf, Christe, Gottes Sohn                    | О Сыне Божий! помоги, Христе             | Хор                                          | Микаэль Вайсе | Вайсе-Кальвизий            |
| 38    | Речитатив | Darnach bat Pilatum Joseph von Arimathia        | После сего Иосиф из Аримафеи             | Евангелист                                   | Ин. 19:38—42 |                            |
| 39    | Хор       | Ruht wohl, ihr heiligen Gebeine                 | Покойся с миром, о святое тело           | Хор                                          | Имеется множество сходных с арией текстов, вероятно последняя ария «Страстей» Брокеса                                                                       |                            |
| 40    | Хорал     | Ach Herr, laß dein lieb Engelein                | Ах, Иисусе!                              | Хор                                          | Мартин Шаллинг | Анонимный автор XVI века   |
|       |           |                                                 |                                          |                                              | |                            |

#### Дополнительные части из ранних редакций «Страстей по Иоанну»
| Номер | Состав     | Немецкое название                            | Русское название                      | Исполнители  | Автор текста         | Автор музыки | Примечание |
| ----- | ---------- | -------------------------------------------- | ------------------------------------- | ------------ | -------------------- | ------------ | --- |
| 1II   | Хорал      | O Mensch, bewein dein Sünde groß             | Плачь, род людской, твой грех на всем | Хор, Сопрано | Себалд Хейден        |              | В версии 1725 года заменил вступительный хор «Herr, unser Herrscher, dessen Ruhm» (1). Впоследствии использован в «Страстях по Матфею» |
| 11+   | Ария и Хор | Himmel reiße, Welt erbebe                    | Разверзнись, небо, содрогнись, о мир  | Бас, Сопрано | Авторство неизвестно |              | В версии 1725 года следовала за хоралом «Wer hat dich so geschlagen» (11)                                                              |
| 13II  | Ария       | Zerschmettert mich, ihr Felsen und ihr Hügel | Падите на меня, о скалы и холмы       | Тенор        | Авторство неизвестно |              | В версии 1725 года заменила арию «Ach, mein Sinn» (13)                                                                                 |
| 19II  | Ария       | Ach windet euch nicht so                     | Ах, не скорбите ж так                 | Тенор        | Авторство неизвестно |              | В версии 1725 года заменила ариозо «Betrachte, meine Seel» (19) и арию «Erwäge, wie sein blutgefärbter Rücken» (20)                    |
| 40II  | Хорал      | Christe, du Lamm Gottes                      | Христе, Ты Агнец Божий                | Хор          | Авторство неизвестно |              | В версии 1725 года заменил хорал «Ach Herr, laß dein lieb Engelein» (40). Впоследствии использован в кантате BWV23                     |

### Страсти по Матфею

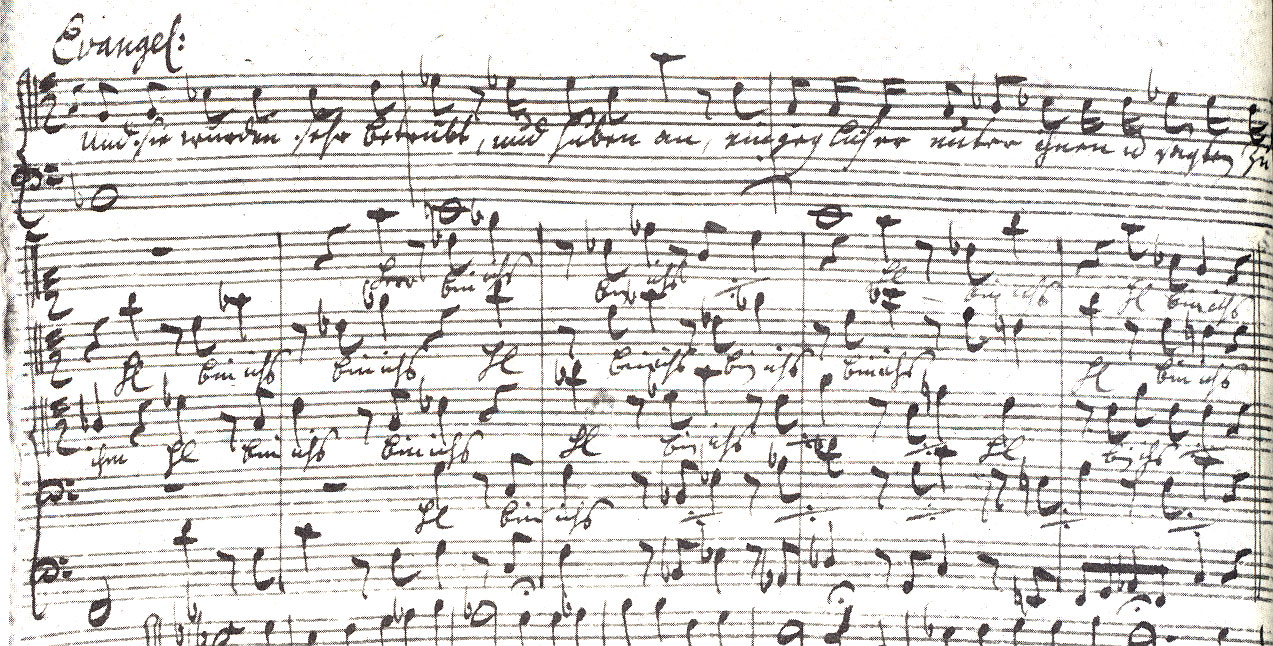
Речитатив 9d «Und sie wurden sehr betrübt»

Современные исследователи полагают, что первый вариант «Страстей по Матфею» относится к 1714—1717 годам, во время работы Баха вице-капельмейстером в Веймаре, однако явных сведений об этом варианте «Страстей» нет. Стилистические особенности поздних «Страстей по Матфею» позволяют предположить, что в Веймаре Бахом были написаны однохорные «Страсти по Матфею», которые в дальнейшем были частично использованы в более поздней версии. Кроме того, в двух ариозо используются тексты поэта Соломона Франка — веймарского либреттиста Баха.
Позднюю версию «Страстей по Матфею» Бах начал писать осенью 1728 года. Наиболее ранний первоисточник «Страстей по Матфею» — это собственноручная копия 1736 года. Версия, впервые высказанная Шпиттой в 1881 году и ставшая традиционной, предполагает, что получив в ноябре 1728 года предложение написать траурную музыку на церемонию перенесения князя Ангальт-Кётенского Леопольда в склеп, Бах заказал Пикандеру новый текст, который можно было бы подставить под уже готовую музыку восьми арий и заключительного хора к «Страстям по Матфею». В 1932 году Перси Робинсоном на основе анализа текста Пикандера была высказана противоположная версия, что вначале была написана «Кётенская траурная музыка», а только потом «Страсти по Матфею». До 1870 года «Кётенская траурная музыка» считалась утерянной, пока Вильгельм Руст не показал, что она с большой вероятностью имела общую музыкальную основу со «Страстями по Матфею». Тексты арий «Страстей по Матфею» написаны Пикандером, частично обработавшим поэтические мысли Франка, баховского либреттиста из Веймара. Размышления передаются ариями, обычно предваряемыми ариозо. «Страсти по Матфею» — более цельное произведение, чем «Страсти по Иоанну», поскольку для неканонических фрагментов использовался поэтический текст одного автора — Пикандера, также использованы хоралы с повторяющейся музыкой. Больший размер, чем у «Страстей по Иоанну», дал Баху возможность использовать больше арий. В отличие от «Страстей по Иоанну», где все речитативы сопровождаются органом, в «Страстях по Матфею» речитативы Иисуса сопровождаются струнными (остальные речитативы — органом). Таким образом, слова Иисуса окружаются особым ореолом.
После 1729 года «Страсти по Матфею» по крайней мере ещё два раза исполнялись под руководством Баха. В версии 1736 года Бах разделил единые до того хор и оркестр на две половины, а в конце первой части заменил простой хорал на большую хоральную фантазию «O Mensch, bewein dein Sünde groß» из «Страстей по Иоанну». В версию 1742 года Бах внес мелкие изменения.

#### Структура Страстей по Матфею
| Номер    | Состав          | Немецкое название                                 | Русское название                                      | Исполнители                                   | Автор текста               | Автор музыки               |
| -------- | --------------- | ------------------------------------------------- | ----------------------------------------------------- | --------------------------------------------- | -------------------------- | -------------------------- |
|          |                 | Erster Teil                                       | Часть первая                                          |                                               |                            |                            |
|          |                 | Erster Teil                                       | Часть первая                                          |                                               |                            |                            |
|          |                 | Salbung in Bethanien                              | Омовение в Вифании                                    |                                               |                            |                            |
| 1 (1)    | Хор             | Kommt, ihr Töchter, helft mir klagen              | Грядите, о (Сиона) дщери, вкупе возрыдаем!            | Хор I, Хор II, Сопрано                        | Николаус Дециус            |                            |
| 2 (2)    | Речитатив       | Da Jesus diese Rede vollendet hatte               | Когда Иисус окончил все слова сии                     | Евангелист, Иисус                             | Мф. 26:1, 2                |                            |
| 3 (3)    | Хорал           | Herzliebster Jesu, was hast du verbrochen         | О Иисусе мой! что сделал Ты                           | Хор I & II                                    | Иоганнес Херман            | Иоганн Крюгер              |
| 4a (4)   | Речитатив       | Da versammleten sich die Hohenpriester            | Тогда собрались первосвященники                       | Евангелист                                    | Мф. 26:4, 5                |                            |
| 4b (5)   | Хор             | Ja nicht auf das Fest                             | Только не в праздник                                  | Хор I, Хор II                                 | Мф. 26:5                   |                            |
| 4c (6)   | Речитатив       | Da nun Jesus war zu Bethanien                     | Когда же Иисус был в Вифании                          | Евангелист                                    | Мф. 26:7, 8                |                            |
| 4d (7)   | Хор             | Wozu dienet dieser Unrat?                         | К чему такая трата?                                   | Хор I                                         | Мф. 26:8, 9                |                            |
| 4e (8)   | Речитатив       | Da das Jesus merkete, sprach er zu ihnen          | Но Иисус, уразумев сие, сказал им                     | Евангелист, Иисус                             | Мф. 26:10—13               |                            |
| 5 (9)    | Речитатив       | Du lieber Heiland du                              | О Спаситель мой!                                      | Альт                                          | Соломон Франк              |                            |
| 6 (10)   | Ария            | Buß und Reu                                       | Раскаянье и сокрушенье                                | Альт                                          | Пикандер                   |                            |
|          |                 | Verrat des Judas                                  | Предательство Иуды                                    |                                               |                            |                            |
| 7 (11)   | Речитатив       | Da ging hin der Zwölfen einer                     | Тогда один из Двенадцати                              | Евангелист, Иуда                              | Мф. 26:14—16               |                            |
| 8 (12)   | Ария            | Blute nur, du liebes Herz!                        | О сердце! кровию облейся!                             | Сопрано                                       | Пикандер                   |                            |
|          |                 | Abendmahl                                         | Тайная вечеря                                         |                                               |                            |                            |
| 9a (13)  | Речитатив       | Aber am ersten Tage                               | В первый же день опресночный                          | Евангелист                                    | Мф. 26:17                  |                            |
| 9b (14)  | Хор             | Wo willst du, dass wir dir bereiten               | Где велишь нам приготовить Тебе пасху?                | Хор I                                         | Мф. 26:17                  |                            |
| 9c (15)  | Речитатив       | Er sprach: Gehet hin in die Stadt                 | Он сказал: Пойдите в город                            | Евангелист, Иисус                             | Мф. 26:18—21               |                            |
| 9d (16)  | Речитатив       | Und sie wurden sehr betrübt                       | Они весьма опечалились                                | Евангелист                                    | Мф. 26:22                  |                            |
| 9e       | Хор             | Herr, bin ich’s?                                  | Не я ли, Господи?                                     | Хор I                                         | Мф. 26:22                  |                            |
| 10       | Хорал           | Ich bin’s, ich sollte büßen                       | Я, это я виниться должен                              | Хор I & II                                    | Пауль Герхардт             | Генрих Исаак               |
| 11 (17)  | Речитатив       | Er antwortete und sprach: Der mit der Hand        | Он же сказал в ответ: опустивший со Мною руку в блюдо | Евангелист, Иисус, Иуда                       | Мф. 26:23—29               |                            |
| 12 (18)  | Речитатив       | Wiewohl mein Herz in Tränen schwimmt              | Хоть слёзы источает моё сердце                        | Сопрано                                       | Пикандер                   |                            |
| 13 (19)  | Ария            | Ich will dir mein Herze schenken                  | Хочу отдать Тебе своё я сердце                        | Сопрано                                       | Пикандер                   |                            |
|          |                 | Jesu Zagen am Olberg                              | Томление Иисуса на Горе Елеонской                     |                                               |                            |                            |
| 14 (20)  | Речитатив       | Und da sie den Lobgesang gesprochen hatten        | И, воспев, пошли на гору Елеонскую                    | Евангелист, Иисус                             | Мф. 26:30—32               |                            |
| 15 (21)  | Хорал           | Erkenne mich, mein Hüter                          | О мой Хранитель! при́зри на меня!                      | Хор I & II                                    | Пауль Герхардт             | Ханс Лео Хаслер            |
| 16 (22)  | Речитатив       | Petrus aber antwortete und sprach zu ihm          | Петр сказал Ему в ответ                               | Евангелист, Петр, Иисус                       | Мф. 26:33—35               |                            |
| 17 (23)  | Хорал           | Ich will hier bei dir stehen                      | Ах! я с Тобою буду                                    | Хор I & II                                    | Пауль Герхардт             | Ханс Лео Хаслер            |
| 18 (24)  | Речитатив       | Da kam Jesus mit ihnen zu einem Hofe              | Потом приходит с ними Иисус                           | Евангелист, Иисус                             | Мф. 26:36—38               |                            |
| 19 (25)  | Речитатив и хор | O Schmerz! Hier zittert das gequälte Herz         | О скорбь! Терзается, мятется сердце                   | Тенор, Хор II                                 | Иоганнес Херман            | Иоганн Крюгер              |
| 20 (26)  | Ария            | Ich will bei meinem Jesu wachen                   | Я бодрствовать со Иисусом буду                        | Тенор, Хор II                                 | Пикандер                   |                            |
|          |                 | Gebet am Olberg                                   | Моление о чаше                                        |                                               |                            |                            |
| 21 (27)  | Речитатив       | Und ging hin ein wenig                            | И, отойдя немного, пал на лице Своё                   | Евангелист, Иисус                             | Мф. 26:39                  |                            |
| 22 (28)  | Речитатив       | Der Heiland fällt vor seinem Vater nieder         | Ниц повергается Спаситель пред Отцом                  | Бас                                           | Пикандер                   |                            |
| 23 (29)  | Ария            | Gerne will ich mich bequemen                      | Се, с радостью себя я буду понуждать                  | Бас                                           | Пикандер                   |                            |
| 24 (30)  | Речитатив       | Und er kam zu seinen Jüngern                      | И приходит к ученикам                                 | Евангелист, Иисус                             | Мф. 26:40—42               |                            |
| 25 (31)  | Хорал           | Was mein Gott will, das g’scheh allzeit           | Что хочет Бог, то и бывает                            | Хор I & II                                    | возможно маркграф Альбрехт | возможно Клоден де Сермизи |
|          |                 | Jesu Gefangennahme                                | Взятие Христа под стражу                              |                                               |                            |                            |
| 26 (32)  | Речитатив       | Und er kam und fand sie aber schlafend            | И, придя, находит их опять спящими                    | Евангелист, Иисус, Иуда                       | Мф. 26:43—50               |                            |
| 27a (33) | Ария            | So ist mein Jesus nun gefangen                    | Ах! Иисус мой ныне схвачен!                           | Сопрано, Альт, Хор II                         | Пикандер                   |                            |
| 27b      | Хор             | Sind Blitze, sind Donner in Wolken verschwunden?  | Куда исчезли вы, гром, молнии и буря?                 | Хор I, Хор II                                 | Генрих Брокес              |                            |
| 28 (34)  | Речитатив       | Und siehe, einer aus denen                        | И вот, один из бывших с Иисусом                       | Евангелист, Иисус                             | Мф. 26:51—56               |                            |
| 29 (35)  | Хорал           | O Mensch, bewein dein Sünde groß                  | О человек, оплачь свой тяжкий грех                    | Хор I & II, Сопрано                           | Себалд Хейден              | Матиас Грейтер             |
|          |                 | Zweiter teil                                      | Часть вторая                                          |                                               |                            |                            |
| 30 (36)  | Ария            | Ach! nun ist mein Jesus hin!                      | О горе мне! исчез мой Иисус!                          | Альт, Хор II                                  | Пикандер                   |                            |
|          |                 | Jesu verhör vor den Hohenpriestern                | Допрос Иисуса первосвященниками                       |                                               |                            |                            |
| 31 (37)  | Речитатив       | Die aber Jesum gegriffen hatten                   | A те, что схватили Иисуса                             | Евангелист                                    | Мф. 26:57—60               |                            |
| 32 (38)  | Хорал           | Mir hat die Welt trüglich gericht'                | Коварно расставляет мир                               | Хор I & II                                    | Адам Ройзнер               | Сет Кальвизий              |
| 33 (39)  | Речитатив       | Und wiewohl viel falsche Zeugen                   | И, хотя много лжесвидетелей приходило, не нашли       | Евангелист, Лжесвидетели, Первосвященник      | Мф. 26:60—63               |                            |
| 34 (40)  | Речитатив       | Mein Jesus schweigt                               | Мой Иисус молчит                                      | Тенор                                         | Пикандер                   |                            |
| 35 (41)  | Ария            | Geduld!                                           | Терпи!                                                | Тенор                                         | Пикандер                   |                            |
| 36a (42) | Речитатив       | Und der Hohepriester antwortete                   | И первосвященник сказал Ему:                          | Евангелист, Первосвященник, Иисус             | Мф. 26:63—66               |                            |
| 36b      | Хор             | Er ist des Todes schuldig!                        | Повинен смерти!                                       | Хор I, Хор II                                 | Мф. 26:66                  |                            |
| 36c (43) | Речитатив       | Da speieten sie aus                               | Тогда плевали Ему в лице                              | Евангелист                                    | Мф. 26:67, 68              |                            |
| 36d      | Хор             | Weissage uns, Christe                             | Прореки нам, Христос                                  | Хор I, Хор II                                 | Мф. 26:68                  |                            |
| 37 (44)  |                 | Wer hat dich so geschlagen                        | Кто смеет бить Тебя                                   | Хор I & II                                    | Пауль Герхардт             | Генрих Исаак               |
|          |                 | Petri Verleugnung                                 | Отречение Петра                                       |                                               |                            |                            |
| 38a (45) | Речитатив       | Petrus aber saß draußen im Palast                 | Петр же сидел вне на дворе                            | Евангелист, Пётр, Служанка                    | Мф. 26:69—73               |                            |
| 38b      | Хор             | Wahrlich, du bist auch einer von denen            | Точно и ты из них                                     | Хор II                                        | Мф. 26:73                  |                            |
| 38c (46) | Речитатив       | Da hub er an, sich zu verfluchen                  | Тогда он начал клясться и божиться                    | Евангелист, Петр                              | Мф. 26:74, 75              |                            |
| 39 (47)  | Ария            | Erbarme dich, Mein Gott                           | О Боже! милостив мне буди ради слёз моих!             | Альт                                          | Пикандер                   |                            |
| 40 (48)  | Хорал           | Bin ich gleich von dir gewichen                   | Хоть отступаю от Тебя                                 | Хор I & II                                    | Иоганн Рист                | Иоганн Шоп                 |
|          |                 | Judas in Tempel                                   | Иуда в Храме                                          |                                               |                            |                            |
| 41a (49) | Речитатив       | Des Morgens aber hielten alle Hohepriester        | Когда же настало утро, все первосвященники            | Евангелист, Иуда                              | Мф. 27:1—4                 |                            |
| 41b      | Хор             | Was gehet uns das an?                             | Что нам до того?                                      | Хор I, Хор II                                 | Мф. 27:4                   |                            |
| 41c (50) | Речитатив       | Und er warf die Silberlinge in den Tempel         | И, бросив сребренники в храме, он вышел               | Евангелист, Первосвященник I, II              | Мф. 27:5, 6                |                            |
| 42 (51)  | Ария            | Gebt mir meinen Jesum wieder!                     | Ах! Иисуса моего верните мне!                         | Бас                                           | Пикандер                   |                            |
|          |                 | Jesus vor Pilatus                                 | Суд Пилата                                            |                                               |                            |                            |
| 43 (52)  | Речитатив       | Sie hielten aber einen Rat                        | Сделав же совещание, купили на них землю горшечника   | Евангелист, Пилат, Иисус                      | Мф. 27:7—14                |                            |
| 44 (53)  | Хорал           | Befiehl du deine Wege                             | Сердечную печаль, что на путях твоих                  | Хор I & II                                    | Пауль Герхардт             | Ханс Лео Хаслер            |
| 45a (54) | Речитатив       | Auf das Fest aber                                 | На праздник же Пасхи правитель имел обычай            | Евангелист, Пилат, жена Пилата, Хор I, Хор II | Мф. 27:15—22               |                            |
| 45b      | Хор             | Laß ihn kreuzigen!                                | Пусть будет распят!                                   | Хор I & II                                    | Мф. 27:22                  |                            |
| 46 (55)  | Хорал           | Wie wunderbarlich ist doch diese Strafe!          | О, сколь непостижимо осуждение сие!                   | Хор I & II                                    | Иоганнес Херман            | Иоганн Крюгер              |
| 47 (56)  | Речитатив       | Der Landpfleger sagte                             | Правитель сказал                                      | Евангелист, Пилат                             | Мф. 27:23                  |                            |
| 48 (57)  | Речитатив       | Er hat uns allen wohlgetan                        | Добро творил всем Иисус                               | Сопрано                                       | Пикандер                   |                            |
| 49 (58)  | Ария            | Aus Liebe will mein Heiland sterben               | Из любви Спаситель умирает мой                        | Сопрано                                       | Пикандер                   |                            |
| 50a (59) | Речитатив       | Sie schrieen aber noch mehr                       | Но они ещё сильнее кричали                            | Евангелист                                    | Мф. 27:23                  |                            |
| 50b      | Хор             | Laß ihn kreuzigen!                                | Да будет распят!                                      | Хор I & II                                    | Мф. 27:23                  |                            |
| 50c      | Речитатив       | Da aber Pilatus sahe                              | Пилат, видя, что ничего не помогает                   | Евангелист, Пилат                             | Мф. 27:24, 25              |                            |
| 50d      | Хор             | Sein Blut komme über uns                          | Кровь Его на нас и на детях наших                     | Хор I & II                                    | Мф. 27:25                  |                            |
| 50e      | Речитатив       | Da gab er ihnen Barrabam los                      | Тогда он отпустил им Варавву                          | Евангелист                                    | Мф. 27:26                  |                            |
|          |                 | Jesu Geisselung                                   | Бичевание Христа                                      |                                               |                            |                            |
| 51 (60)  | Речитатив       | Erbarm es Gott!                                   | Помилуй, Бог!                                         | Альт                                          |                            |                            |
| 52 (61)  | Ария            | Können Tränen meiner Wangen                       | Ах! если на ланитах слёзы                             | Альт                                          | Пикандер                   |                            |
| 53a (62) | Речитатив       | Da nahmen die Kriegsknechte                       | Тогда воины правителя                                 | Евангелист                                    | Мф. 27:27—29               |                            |
| 53b      | Хор             | Gegrüßet seist du, Jüdenkönig!                    | Радуйся, Царь Иудейский!                              | Хор I, хор II                                 | Мф. 27:29                  |                            |
| 53c      | Речитатив       | Und speieten ihn an                               | И плевали на Него                                     | Евангелист                                    | Мф. 27:30                  |                            |
| 54 (63)  | Хорал           | O Haupt voll Blut und Wunden                      | О окровавленная, в ранах вся, глава                   | Хор I & II                                    | Пауль Герхардт             | Ханс Лео Хаслер            |
|          |                 | Simon von Kyrene                                  | Симон Киринеянин                                      |                                               |                            |                            |
| 55 (64)  | Речитатив       | Und da sie ihn verspottet hatten                  | И когда насмеялись над Ним                            | Евангелист                                    | Мф. 27:31, 32              |                            |
| 56 (65)  | Речитатив       | Ja freilich will in uns das Fleisch und Blut      | Не сомневайтесь, плоть и кровь мои                    | Бас                                           | Пикандер                   |                            |
| 57 (66)  | Ария            | Komm, süßes Kreuz, so will ich sagen              | Приди, взываю я, сладчайший крест                     | Бас                                           | Пикандер                   |                            |
|          |                 | Kreuzigung                                        | Распятие                                              |                                               |                            |                            |
| 58a (67) | Речитатив       | Und da sie an die Stätte kamen mit Namen Golgatha | И, придя на место, называемое Голгофа                 | Евангелист                                    | Мф. 27:33—40               |                            |
| 58b      | Хор             | Der du den Tempel Gottes zerbrichst               | Разрушающий храм и в три дня Созидающий!              | Хор I, хор II                                 | Мф. 27:40                  |                            |
| 58c      | Речитатив       | Desgleichen auch die Hohenpriester                | Подобно и первосвященники с книжниками                | Евангелист                                    | Мф. 27:41                  |                            |
| 58d      | Хор             | Andern hat er geholfen                            | Других спасал                                         | Хор I, хор II                                 | Мф. 27:42, 43              |                            |
| 58e (68) | Речитатив       | Desgleichen schmäheten ihn auch die Mörder        | Также и разбойники, распятые с Ним                    | Евангелист                                    | Мф. 27:44                  |                            |
| 59 (69)  | Речитатив       | Ach Golgatha, unselges Golgatha!                  | Голгофа! ах! злосчастная Голгофа!                     | Альт                                          | Пикандер                   |                            |
| 60 (70)  | Ария            | Sehet, Jesus hat die Hand                         | Смотрите — Иисус нам руку протянул                    | Альт, хор II                                  | Пикандер                   |                            |
| 61a (71) | Речитатив       | Und von der sechsten Stunde                       | От шестого же часа                                    | Евангелист, Иисус                             | Мф. 27:45—47               |                            |
| 61b      | Хор             | Der rufet dem Elias!                              | Илию зовет Он                                         | Хор I                                         | Мф. 27:47                  |                            |
| 61c      | Речитатив       | Und bald lief einer unter ihnen                   | И тотчас побежал один из них                          | Евангелист                                    | Мф. 27:48, 49              |                            |
| 61d      | Хор             | Halt! lass sehen                                  | Постой, посмотрим                                     | Хор II                                        | Мф. 27:49                  |                            |
| 61e      | Речитатив       | Aber Jesus schriee abermal laut                   | Иисус же, опять возопив                               | Евангелист                                    | Мф. 27:50                  |                            |
| 62 (72)  | Хорал           | Wenn ich einmal soll scheiden                     | Когда придёт мне время отойти                         | Хор I & II                                    | Пауль Герхардт             | Ханс Лео Хаслер            |
| 63a (73) | Речитатив       | Und siehe da, der Vorhang im Tempel zerriss       | И вот, завеса в храме раздралась надвое               | Евангелист                                    | Мф. 27:51—54               |                            |
| 63b      |                 | Wahrlich, dieser ist Gottes Sohn gewesen          | Воистину Он был Сын Божий                             | Хор I & II                                    | Мф. 27:54                  |                            |
|          |                 | Kreuzabnahme                                      | Снятие с креста                                       |                                               |                            |                            |
| 63c      | Речитатив       | Und es waren viel Weiber da                       | Там были также и смотрели издали                      | Евангелист                                    | Мф. 27:55—59               |                            |
| 64 (74)  | Речитатив       | Am Abend, da es kühle war                         | Прохладным вечером произошло Адамово паденье          | Бас                                           | Соломон Франк              |                            |
| 65 (75)  | Ария            | Mache dich, mein Herze, rein                      | О моё сердце! чистоту стяжи                           | Бас                                           | Пикандер                   |                            |
|          |                 | Grablegung                                        | Положение во гроб                                     |                                               |                            |                            |
| 66a (76) | Речитатив       | Und Joseph nahm den Leib                          | И взяв тело, Иосиф                                    | Евангелист                                    | Мф. 27:60—63               |                            |
| 66b      | Хор             | Herr, wir haben gedacht                           | Господин! Мы вспомнили                                | Хор I & II                                    | Мф. 27:63, 64              |                            |
| 66c      | Речитатив       | Pilatus sprach zu ihnen                           | Пилат сказал им                                       | Евангелист, Пилат                             | Мф. 27:65, 66              |                            |
| 67 (77)  | Речитатив       | Nun ist der Herr zur Ruh gebracht                 | Се, упокоился Господь                                 | Бас, тенор, альт, сопрано, хор II             | Пикандер                   |                            |
| 68 (78)  | Хор             | Wir setzen uns mit Tränen nieder                  | Се, со слезами предстоим                              | Хор I, хор II                                 | Пикандер                   |                            |

### Страсти по Марку
В 1732 году Пикандер издал «Назидательные мысли на четверг и страстную пятницу о страданиях Иисуса, изложенные в форме оратории», в которых помещен текст к «Музыке „Страстей к евангелисту Марку“ на страстную пятницу 1731 года», заказанный Бахом. В 1727 году Бахом была написана «Траурная ода» на смерть королевы Христианы Эбергардины, и, чтобы музыка не пропала, Бах решил использовать её для «Страстей», заказав Пикандеру текст.
«Страсти по Марку» (партитура утеряна), впервые исполненные в страстной четверг 1731 года хором в лейпцигской церкви Святого Фомы, представляли собой компиляцию из фрагментов «Траурной оды» (1727 год) и «Кётенской траурной музыки», положенных на новые тексты. Музыка «Страстей по Марку» может быть примерно восстановлена на основе этих произведений. Свои варианты реконструкции «Страстей по Марку» предложили Фридрих Сменд (1940), Дитхард Хельман (1964), Густав Адольф Тайль (1975), Саймон Хайес (1993), Андор Гомме (1997) и др.

### Страсти по Луке
Существуют анонимные «Страсти по Луке», переписанные рукой Баха около 1730 года. Крупный исследователь Баха, Филипп Шпитта, считал их работой самого Баха, написанной в период ранней работы в Веймаре. Швейцер, анализируя доводы Шпитты, не находит их убедительными. Во-первых, кантаты того же периода более совершенны, чем «Страсти по Луке». Во-вторых, автограф Баха на рукописи относится к середине лейпцигского периода. Исходя из этого, Альберт Швейцер предполагает, что Бах переписал чужие страсти, чтобы их исполнить. Среди современных исследователей существует консенсус, что эти «Страсти по Луке» скорее всего не являются произведением Баха.

## Исполнения «Страстей»

### Прижизненные исполнения

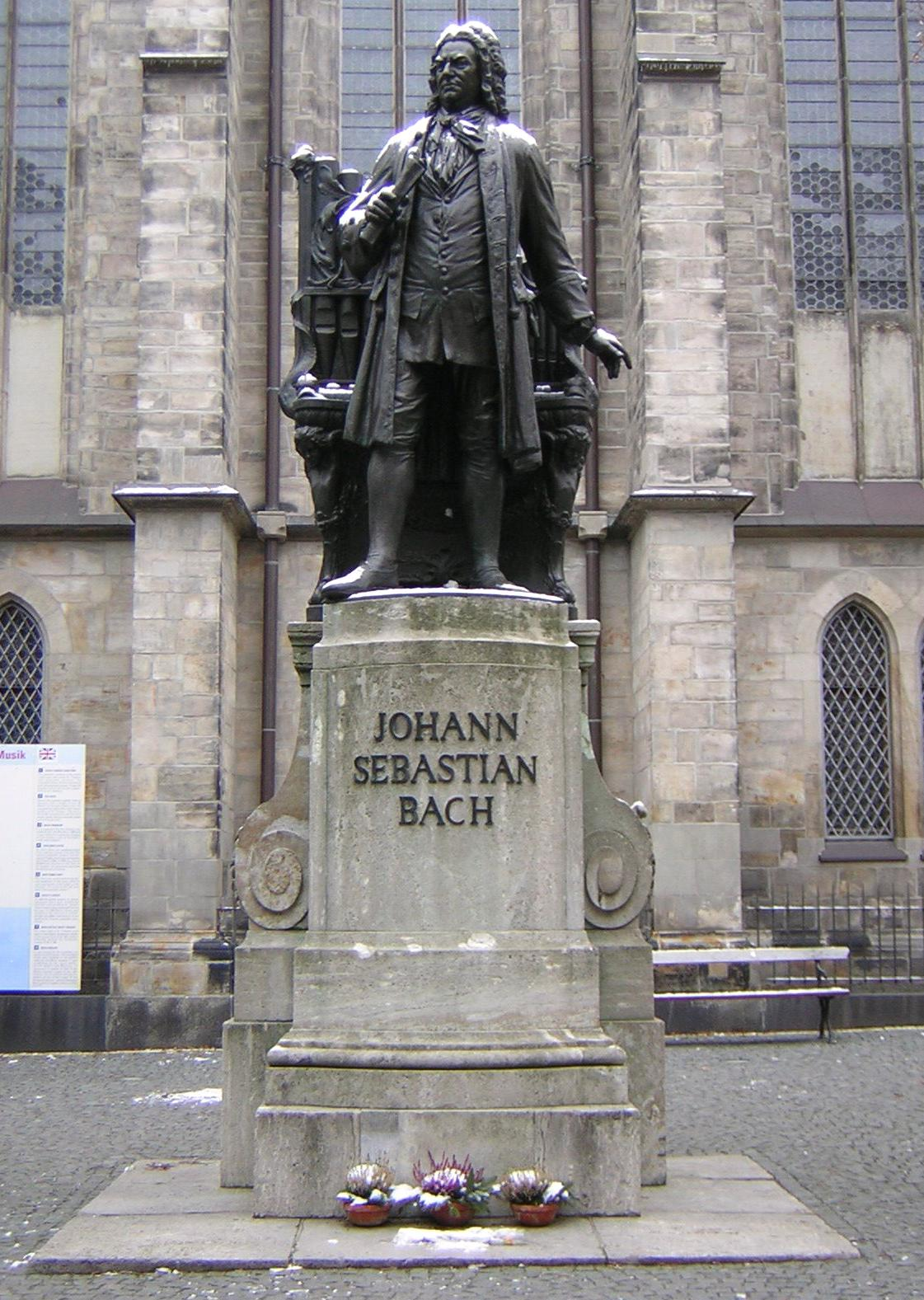
Памятник Баху у церкви Св. Фомы в Лейпциге

- 7 апреля 1724 года. Первое исполнение «Страстей по Иоанну» в церкви Св. Николая, Лейпциг[48]
- 30 марта 1725 года. Второе исполнение «Страстей по Иоанну», Лейпциг[48]
- 11 апреля 1727 года. Первое исполнение «Страстей по Матфею» в церкви Св. Фомы, Лейпциг (согласно гипотезе Джошуа Рифкина)[88]
- 15 апреля 1729 года. Первое исполнение «Страстей по Матфею» в церкви Св. Фомы, Лейпциг (согласно традиционной точке зрения)[89]
- 23 марта 1730 года. Исполнение «Страстей по Марку»[48]
- 11 апреля 1732 года. Третье исполнение «Страстей по Иоанну»[48]
- 30 марта 1736 года. Исполнение «Страстей по Матфею» в церкви Св. Фомы[48]
- 4 апреля 1749 года. Четвёртое исполнение «Страстей по Иоанну»[48]

Известны также многочисленные исполнения Бахом «Страстей» и пастиччо других композиторов: «Страсти по Марку» Кайзера (1713 и 1726 годы), «Страсти по Луке» неизвестного автора, иногда приписываемые Баху (1730 год и около 1735 года), брокесовские «Страсти» с музыкой Телемана (1739 год) и Генделя (1746 год), пастиччо «Страстей» Кайзера-Генделя (около 1748 года), пастиччо «Страстей» Грауна-Телемана-Баха-Кунау-Алтникола и страстная оратория «Ein Lämmlein geht und trägt die Schuld» Грауна.

### Забвение и возрождение

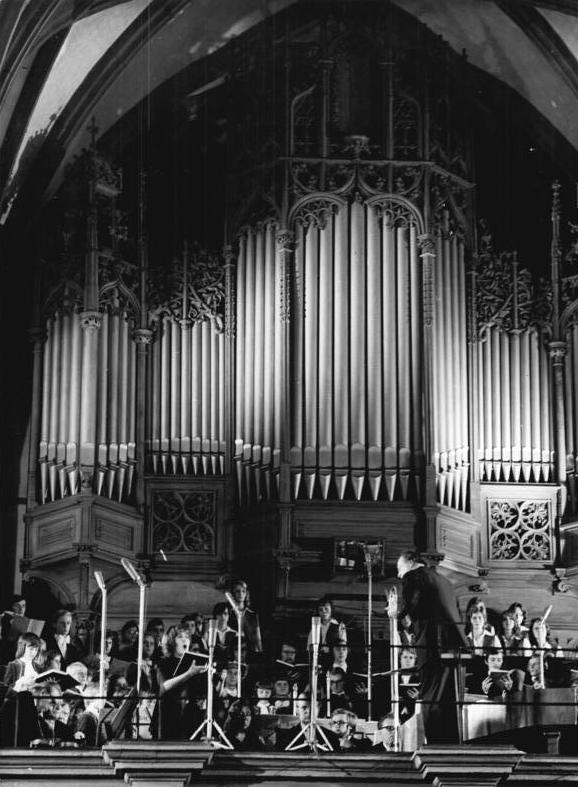
«Страсти по Матфею». Thomaskirche, Лейпциг. 19.09.1975. Дирижёр Курт Мазур

После смерти Баха «Страсти», впрочем как и остальные его произведения, исключая «Хорошо темперированный клавир» и органные произведения, оказались забыты на десятки лет. Возрождение интереса к Баху началось в 1802 году с публикации биографии Баха Форкелем, музикдиректором Гёттингенского университета. Форкель писал «Всеобщую историю музыки от сотворения мира до наших дней», и творчество Баха так захватило его, что боясь умереть не дойдя до Баха, Форкель решил издать главу о нём в виде отдельной книги. Поклонником Баха был композитор Карл Фридрих Цельтер, который познакомил с творчеством Баха своего ученика Мендельсона. В начале 1829 года Мендельсон со своим другом, певцом Эдуардом Девриентом, пришли к Цельтеру с предложением дать Мендельсону поставить «Страсти по Матфею» в Берлинской певческой академии. Не имея возможности поставить произведение в полном масштабе Мендельсон был вынужден сделать некоторые сокращения. Были изъяты шесть хоралов и все сольные арии, кроме двух, а также некоторые мелкие фрагменты. Премьера состоялась 11 марта 1829 года. Мендельсон использовал большой хор, состоящий из четырёхсот исполнителей. Евангелиста пел Штюрмер, Иисуса — Девриент. Как отметил Девриент, имея в виду себя и Мендельсона, «понадобились комедиант и еврей, чтобы вернуть человечеству величайшую христианскую музыку». Зрители были восхищены произведением. Присутствовавшая на премьера сестра Мендельсона Фанни написала в письме «переполненный зал казался храмом». Сам Мендельсон в письме Францу Хаузеру писал, что «хор пел с набожностью, как если они были бы в церкви … публика чувствовала, что это не вопрос музыки и концерта, но больше религии и церкви». 21 марта, в день рождения Баха, постановка была повторена, и вызвала ещё большее восхищение. Третий раз Мендельсон поставил «Страсти по Матфею» в 1841 году в Лейпциге, городе, где они впервые прозвучали. Начиная с 30-х годов XIX века «Страсти по Матфею» ставятся во многих городах Германии. «Страсти по Иоанну», после смерти Баха впервые исполненные 21 февраля 1833 года в Берлинской певческой академии, не получили такого же быстрого признания.

## Музыкальные формы «Страстей»
Сравнительный размер «Страстей»
|                | Страсти по Марку | Страсти по Матфею | Страсти по Иоанну |
| -------------- | ---------------- | ----------------- | ----------------- |
| Арии           | 6                | 14                | 8                 |
| Толпа (turbae) | 12               | 18                | 14                |
| Хоралы         | 16               | 15                | 11                |

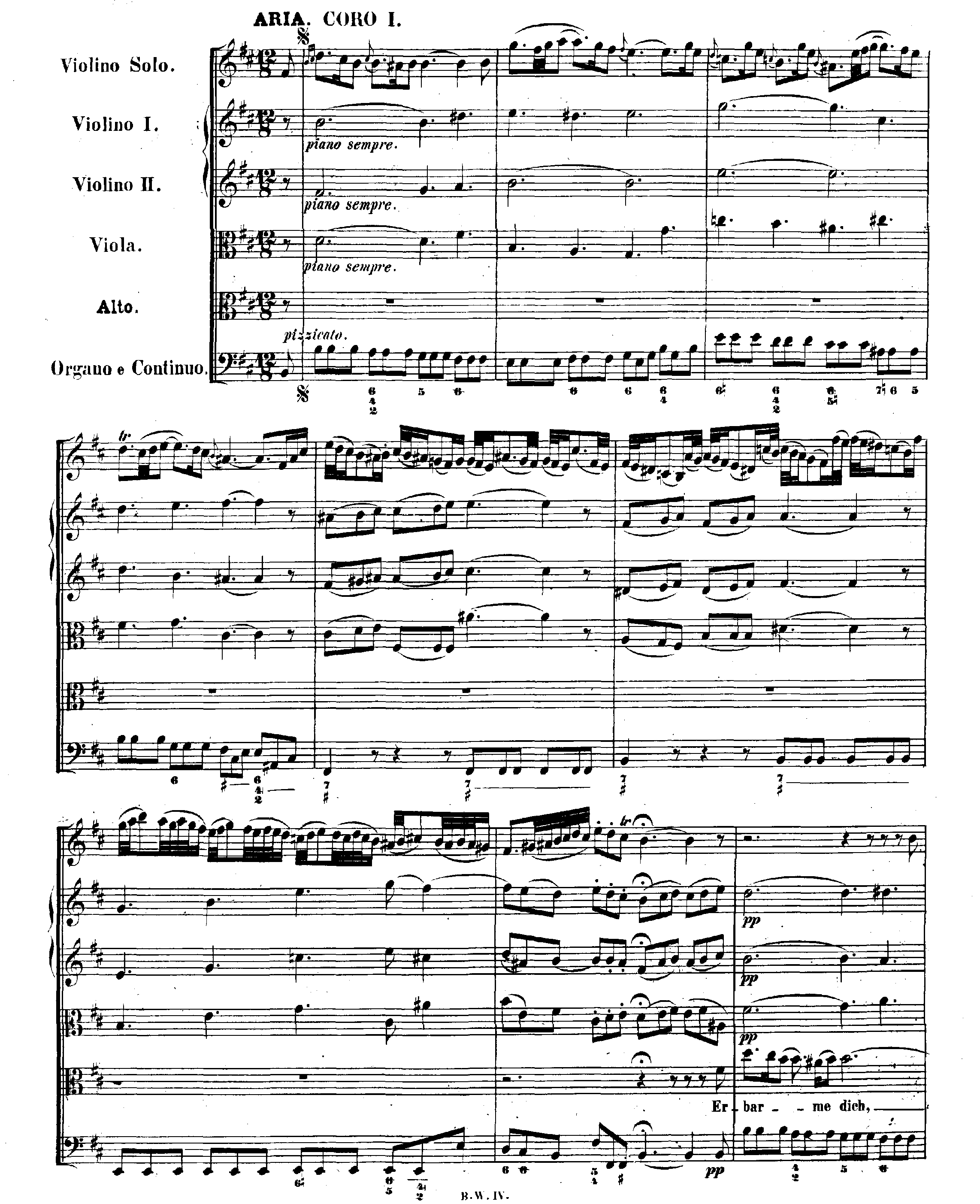
Ария «Erbarme dich», начало

Хоралы выдержаны в простом аккордовом складе и предназначены для исполнения прихожанами. Арии, как правило, выдержаны в форме da capo и строятся по схеме a1-b-a2, где крайние разделы (a1 и а2) в целом идентичны, а срединный раздел контрастирует с ними по музыкальному и текстовому содержанию. Исключение составляют свободная по форме ария «Ach, mein Sinn» и ария «Es ist vollbracht!», нарушающая симметрию схемы a1-b-a2 (обе из «Страстей по Иоанну»). Арии обычно открывается большим инструментальным вступлением и завершается инструментальной постлюдией, между её разделами имеются инструментальные интерлюдии. Вступление, интерлюдии и постлюдия, как правило, примерно равны по объёму, одинаковы по тематизму и инструментовке.
В «Страстях по Иоанну» Бах противопоставляет безликую толпу (turbae), и арии, как личностную исповедь верующей души. В первой части, описывающей предательство Иуды и пленение, turbae использовано для стражников (2b, 2d). Признание Иисуса (2e) подчеркивается хоралом «O große Lieb» (О великая, безмерная любовь). Вторая часть рассказывает об отречении Петра и завершается арией «Ach, mein Sinn» (Душа моя). Третий раздел посвящён суду Пилата, и снова turbae использовано для выражения толпы во время бичевания Иисуса (16b, 16d). Четвёртый раздел описывает путь на Голгофу, кульминацией раздела является хорал «Durch dein Gefängnis» (О Сыне Божий!). Ярость толпы выражается в нескольких turbae, кульминацией которых являются выкрики «Распни его» (21d, 23d), им противостоит басовая ария «Eilt, ihr angefochtnen Seelen» (Спешите, о смятенные сердца). Пятый раздел — распятие, которое венчает ария «Es ist vollbracht!» (Свершилось!). Противостояние окаймляется хоралами 28 и 32. В заключительном шестом разделе turbae отсутствуют, главенствует печальный колорит. Раздел завершается традиционным хоралом «Ach Herr, laß dein lieb Engelein» (Ах, Иисусе!)
.
Музыкальная архитектоника «Страстей по Матфею» сложнее, поскольку они представляют собой двуххорную композицию, где каждый хор имеет свой оркестр и своих солистов, которые поют и играют и раздельно и вместе. Так, в открывающем хоре «Kommt, ihr Töchter» (Придите девы, вторьте плачу моему) хор оплакивает жертву, в то время как второй хор вопрошает: «Кого?», «Как?», «Что?», под конец оба хора объединяются. Скрепляют композицию и повторы, так хорал «O Haupt voll Blut und Wunden» использован пять раз (15, 17, 44, 54, 62) в сцене моления о чаше, суда Пилата и смерти Иисуса. Британский органист и музыковед Арчибалд Уилсон отмечал, что никакую музыку другого композитора Бах не использовал так часто и не придавал такого богатства различных обработок, как мелодию хорала «O Haupt voll Blut und Wunden»
. Друскин отмечает, что в «Страстях по Матфею» Бах мыслит структурно-полифонически, когда музыка развивается в нескольких соотнесённых «пластах».
«Страсти по Матфею» начинаются с предвестия неминуемого распятия и предательства Иуды, за которым следует тайная вечеря — единственный раздел в баховских пассионах, выдержанный в светлых тонах. Томление Иисуса передаётся в арии тенора «O Schmerz! Hier zittert das gequälte Herz» (О, Боль! На сердце трепет прежних мук). После пленения одновременно вступают два хора «Sind Blitze, sind Donner in Wolken verschwunden?» (Нет молний, нет грома, всё в тучах пропало?), взрываясь возмущением несправедливостью. Затем следует отречение Петра, после чего звучит самая знаменитая ария — «Erbarme dich, Mein Gott» (Будь милостив, мой Бог). Смерть Иуды также завершается известной арией «Gebt mir meinen Jesum wieder!» (Иисуса мне верните!). Сцены суда демонстрируют стойкость духа Иисуса. Суд Пилата — наиболее драматическая часть «Страстей по Матфею». Толпа (turbae) требует распять Иисуса, а не разбойника Варавву. Между криками толпы одна из красивейших арий «Aus Liebe will mein Heiland sterben» (С любовью ждет Спаситель казни), где сопрано сопровождают гобои и флейта. Текст Евангелия, повествующий о шествии на Голгофу и распятии, прерывают возгласы толпы, издевающейся над осужденным. Перед смертью Иисуса ария «Sehet, Jesus hat die Hand» (Посмотрите — Иисус к людям руки распростёр) даёт людям надежду на спасение. Заканчивается всё траурным речитативом всех четырёх солистов «Nun ist der Herr zur Ruh gebracht» (Теперь Иисус обрел покой) и траурным хором «Wir setzen uns mit Tränen nieder» (Мы все в слезах к Тебе склонимся), рефреном которой служат слова «Ruhe sanfte» — «Покойся с миром».
Особую роль в «Страстях» играет хорал «Herzliebster Jesu, was hast du verbrochen» (Господь наш владыка), сочинённый Иоганнесом Херманом и Иоганном Крюгером, дважды использованный в «Страстях по Иоанну» (хоралы 3 и 17) и трижды в «Страстях по Матфею» (хоралы 3, 46 и речитатив с хором 19), который выражает основную идею пассионов
.

## Список литературы

### Книги
- Швейцер А. Иоганн Себастьян Бах = Schweitzer A. J. S. Bach, le musicien-poète. — Paris, 1905. Ger. trans., enlarged, 1908; Eng. trans., 1911/R). — М.: Музыка, 1965. — 725 с.
- Друскин М. С. Иоганн Себастьян Бах. — М.: Музыка, 1982. — 383 с.
- Сапонов М. А. Шедевры Баха по-русски. — М.: Классика XXI, 2000. — 284 с. — ISBN 5-89817-091-X.
- Страсти. Бах, Иоганн Себастьян // Музыкальный словарь Гроува. — М.: Практика, 2006. — 1103 с. — ISBN 5898160647.
- Эскина Н. «Страсти по Матфею» И. С. Баха: звук, слово, смысл: В диалоге с текстом. — Saarbrücken: LAP Lambert Academic Publishing, 2012. — 476 с. ISBN 978-3-8484-0891-7
- Forkel J. N. [[[s:de:Ueber Johann Sebastian Bachs Leben, Kunst und Kunstwerke]] Life of John Sebastian Bach: with a critical view of his composition] = Ueber Johann Sebastian Bachs Leben, Kunst und Kunstwerke (Leipzig, 1802). — Printed for T. Boosey. — P. 119. — ISBN 3894873523.
- Hilgenfeldt C. L. Johann Sebastian Bachs Leben, Wirken und Werke: ein Beitrag zur Kunstgeschichte des 18. Jahrhunderts. — Leipzig: Hofmeister, 1850. — 182 p.
- Spitta P. Johann Sebastian Bach. — Novello and company, 1899. — Т. 3 volumes.
- Terry C. S. Bach Chorals. — Cambridge Univ. Press, 1915.
- Werker W. Die Matthäus-Passion. — Leipzig: Breitkopf & Härtel, 1923. — 96 p.
- Smend F. Bach-Studien. — Bärenreiter, 1969. — 280 p.
- Smallman B. The background of Passion music: J. S. Bach and his predecessors. — 2. — Dover Publications, 1970. — 180 p.
- Dürr A. Matthäus-Passion; Markus-Passion: kritischer Bericht. — Bärenreiter, 1974. — 276 p.
- Johann Sebastian Bach // The New Grove dictionary of music and musicians. — Macmillan, 1980. — Vol. 1. — 889 p. — ISBN 0333231112.
- Passion // The New Grove dictionary of music and musicians. — Macmillan, 1980. — Vol. 14. — 864 p. — ISBN 0333231112.
- Steinitz P. Bach's Passions. — Thomson Gale, 1981. — ISBN 0684175169.
- Chailley J. Les "Passions" de J.-S. Bach. — 2 ed. — Presses universitaires de France, 1984. — 460 p. — ISBN 2130383114.
- Dürr A. Johann Sebastian Bach, St. John Passion: genesis, transmission, and meaning. — Oxford University Press, 2000. — 182 p. — ISBN 0198162405.
- Weber É. Passion // La recherche hymnologique. — Guides musicologiques. — Editions Beauchesne, 2001. — Vol. 5. — P. 137-139. — 232 p. — ISBN 2701014166.

### Статьи
- Brainard P. Bach's Parody Procedure and the St. Matthew Passion // Journal of the American Musicological Society. — University of California Press on behalf of the American Musicological Society, 1969. — Vol. 22, № 2. — P. 241-260.
- Glöckner A. Bach and the Passion Music of His Contemporaries // The Musical Times. — Мusical Times Publications Ltd, 1975. — Vol. 116, № 1589. — P. 613-616.
- Rifkin J. The Chronology of Bach's Saint Matthew Passion // The Musical Quarterly : Сб. — Oxford University Press, 1975. — Vol. 61, № 3. — P. 360-387.
- Chafe E. J. S. Bach's "St. Matthew Passion": Aspects of Planning, Structure, and Chronology // Journal of the American Musicological Society. — University of California Press on behalf of the American Musicological Society, 1982. — Vol. 35, № 1. — P. 49-114.
- Marissen M. Religious Aims in Mendelssohn's 1829 Berlin-Singakademie Performances of Bach's St.Matthew Passion // The Musical Quarterly. — Oxford University Press, 1969. — Vol. 77, № 4 (Winter, 1993). — P. 718-726.